# Natalia Garner
Natalia Maria Garner, z domu Letki (ur. 1973) – polska socjolog i politolog, dr hab., pracownik Uniwersytetu Warszawskiego wykładowczyni na Wydziale Nauk Politycznych i Studiów Międzynarodowych Uniwersytetu Warszawskiego. Autorka prac dotyczących kapitału społecznego i zaufania społecznego. 

## Życiorys
Absolwentka Instytutu Socjologii Uniwersytetu Warszawskiego. Doktoryzowała się w Nuffield College w Oksfordzie, gdzie następnie prowadziła badania jako Post-doctoral Prize Research Fellow. Dwukrotna laureatka stypendiów Fundacji na Rzecz Nauki Polskiej (HOMING/POWROTY i Idee dla Polski). W 2009 roku zdobyła grant Europejskiej Rady ds. Badań Naukowych w wysokości 1,73 mln euro na projekt badawczy Dobra publiczne w oczach zwykłych ludzi. Obywatele wobec dóbr publicznych i państwa w Europie Środkowo-Wschodniej. Córka pisarki Marii Ewy Letki.

## Wybrane publikacje naukowe
- N. Letki, M. A. Górecki, Social norms moderate the effect of tax system on tax evasion: Evidence from a large-scale survey experiment, “Journal of Business Ethics”, 2020, on-line first.
- N. Letki, P. Kukołowicz, Are minorities free riders? Applying the social resistance framework to public goods production in Central‐Eastern Europe, “European Journal of Political Research”, 2019 nr 58 (3), s. 1-23.
- N. Letki, Trust in newly democratic regimes, “The Oxford Handbook of Social and Political Trust”, 2018 nr 15, s. 335-356.
- Natalia Letki, Inta Mierina. Getting Support in Polarized Societies: Income, Social Networks, and Socioeconomic Context, "Social Science Research". 49 (1), s. 217-233. DOI: 10.1016/j.ssresearch.2014.08.002.
- Margit Tavits, Natalia Letki. From Values to Interests? The Evolution of Party Competition in New Democracies. „Journal of Politics”. 76 (1), s. 246-258, 2014. DOI: 10.1017/S002238161300131X.
- Margit Tavits, Natalia Letki. When Left is Right: Party Ideology and Policy in Post-Communist Europe. „American Political Science Review”. 103 (4), s. 555-569, 2009. DOI: 10.1017/S0003055409990220.
- Natalia Letki. Does Diversity Erode Social Cohesion? Social Capital and Race in British Neighbourhoods. „Political Studies”. 56 (1), s. 99-126, 2008. DOI: 10.1111/j.1467-9248.2007.00692.x.